# Cantone di Châteauponsac
Il Cantone di Châteauponsac è una divisione amministrativa dell'arrondissement di Bellac.
A seguito della riforma approvata con decreto del 20 febbraio 2014, che ha avuto attuazione dopo le elezioni dipartimentali del 2015, è passato da 5 a 32 comuni.

## Composizione
I 5 comuni facenti parte prima della riforma del 2014 erano:
- Balledent
- Châteauponsac
- Rancon
- Saint-Amand-Magnazeix
- Saint-Sornin-Leulac

Dal 2015 i comuni appartenenti al cantone sono i seguenti 32:
- Arnac-la-Poste
- Azat-le-Ris
- Balledent
- La Bazeuge
- Châteauponsac
- La Croix-sur-Gartempe
- Cromac
- Darnac
- Dinsac
- Dompierre-les-Églises
- Le Dorat
- Droux
- Les Grands-Chézeaux
- Jouac
- Lussac-les-Églises
- Magnac-Laval
- Mailhac-sur-Benaize
- Oradour-Saint-Genest
- Rancon
- Saint-Amand-Magnazeix
- Saint-Georges-les-Landes
- Saint-Hilaire-la-Treille
- Saint-Léger-Magnazeix
- Saint-Martin-le-Mault
- Saint-Ouen-sur-Gartempe
- Saint-Sornin-la-Marche
- Saint-Sornin-Leulac
- Saint-Sulpice-les-Feuilles
- Tersannes
- Thiat
- Verneuil-Moustiers
- Villefavard